# العلاقات الباربادوسية الليبية
العلاقات الباربادوسية الليبية هي العلاقات الثنائية التي تجمع بين باربادوس وليبيا.

## مقارنة بين البلدين
هذه مقارنة عامة ومرجعية للدولتين:
| وجه المقارنة                                              | باربادوس       | ليبيا                                       |
| --------------------------------------------------------- | -------------- | ------------------------------------------- |
| المساحة (كم2)                                             | 439            | 1.76 مليون                                  |
| عدد السكان (نسمة)                                         | 285.72 ألف     | 6.37 مليون                                  |
| الكثافة السكانية (ن./كم²)                                 | 65.08 ألف      | 3.62                                        |
| العاصمة                                                   | بريدج تاون     | طرابلس                                      |
| اللغة الرسمية                                             | لغة إنجليزية   | اللغة العربية، اللغة العربية الفصحى الحديثة |
| العملة                                                    | دولار بربادوسي | دينار ليبي                                  |
| الناتج المحلي الإجمالي (بليون دولار)                      | 4.80 مليار     | 50.98 مليار                                 |
| الناتج المحلي الإجمالي (تعادل القوة الشرائية) بليون دولار | 4.66 مليار     | 69.32 مليار                                 |
| الناتج المحلي الإجمالي الاسمي للفرد دولار أمريكي          | 15.43 ألف      |                                             |
| الناتج المحلي الإجمالي للفرد دولار أمريكي                 | 16.06 ألف      | 15.60 ألف                                   |
| مؤشر التنمية البشرية                                      | 0.795          | 0.724                                       |
| رمز المكالمات الدولي                                      | +1246          | +218                                        |
| رمز الإنترنت                                              | .bb            | .ly                                         |
| المنطقة الزمنية                                           | 00             | ت ع م+02:00، توقيت شرق أوروبا               |

## منظمات دولية مشتركة
يشترك البلدان في عضوية مجموعة من المنظمات الدولية، منها:
| علم المنظمة | اسم المنظمة                        | تاريخ انضمام باربادوس | تاريخ انضمام ليبيا |
| ----------- | ---------------------------------- | --------------------- | ------------------ |
|             | مؤسسة التنمية الدولية              | 29 سبتمبر 1999        | 1 أغسطس 1961       |
|             | يونسكو                             | 24 أكتوبر 1968        | 27 يونيو 1953      |
|             | وكالة ضمان الاستثمار متعدد الأطراف | 12 أبريل 1988         | 5 أبريل 1993       |
|             | الأمم المتحدة                      | 9 ديسمبر 1966         | 14 ديسمبر 1955     |
|             | الاتحاد البريدي العالمي            | ?                     | ?                  |
|             | البنك الدولي للإنشاء والتعمير      | 12 سبتمبر 1974        | 17 سبتمبر 1958     |
|             | الاتحاد الدولي للاتصالات           | 16 أغسطس 1967         | 3 فبراير 1953      |
|             | منظمة حظر الأسلحة الكيميائية       | ?                     | ?                  |
|             | مؤسسة التمويل الدولية              | 25 يونيو 1980         | 18 سبتمبر 1958     |
|             | منظمة الشرطة الجنائية الدولية      | ?                     | ?                  |

## وصلات خارجية
- موقع وزارة الخارجية الباربادوسية
- موقع وزارة الخارجية الليبية